# 2415 Ganesa
2415 Ganesa è un asteroide della fascia principale. Scoperto nel 1978, presenta un'orbita caratterizzata da un semiasse maggiore pari a 2,6599203 UA e da un'eccentricità di 0,0397679, inclinata di 2,37493° rispetto all'eclittica.